# Phyllostomus hastatus
Phyllostomus hastatus (Листконіс великий) — вид родини листконосові (Phyllostomidae), ссавець ряду лиликоподібні (Vespertilioniformes, seu Chiroptera).

## Поширення
Країни поширення: Болівія, Бразилія, Колумбія, Коста-Рика, Французька Гвіана, Гаяна, Гватемала, Гондурас, Нікарагуа, Панама, Суринам, Тринідад і Тобаго, Венесуела. Проживає у міських і сільських районах, лісах та будинках. Хоча найбільш часто зустрічається навколо струмків та інших водойм, вони також присутні в посушливих районах.

## Морфологічні особливості
Має довжину тіла близько 100–130 мм, розмах крил 455 мм, вагою в середньому 81 грам. Довге, густе хутро темно-коричневого кольору з легким помаранчевим відтінком на черевній стороні. Має надзвичайно чутливим нюх. 

## Життя
Всеїдний, зазвичай харчуються фруктами, пилком, комахами. Лаштує сідала в печерах, западинах на деревах, термітниках, під солом'яними дахами. Живе в групах від десяти до ста. У цій групі може бути кілька підгруп, в яких один панівний самець головує над групою до тридцяти самиць. Середній розмір гарему — 18. Панівний самець може мати контроль над гаремом протягом багатьох років.

## Відтворення
Народжується тільки одне дитинча. 
Лютий - квітень: вагітність
травня - середині липня: лактація